# Zdeněk Vlček
Zdeněk Vlček (* 21. října 1962) je bývalý český politik, v 90. letech 20. století poslanec České národní rady a Poslanecké sněmovny za SPR-RSČ, později za Levý blok.

## Biografie
Ve volbách v roce 1992 kandidoval do ČNR, jako poslanec za Sdružení pro republiku - Republikánskou stranu Československa (volební obvod Středočeský kraj). Zvolen nebyl, ale bezprostředně po volbách mandát převzal jako náhradník poté, co na něj rezignoval zvolený poslanec Břetislav Kaláb. Zasedal ve výboru petičním, pro lidská práva a národnosti.
Po vzniku samostatné České republiky v lednu 1993 se ČNR transformovala na Poslaneckou sněmovnu Parlamentu České republiky. V ní zasedal do voleb v roce 1996. V červnu 1993 odešel z klubu SPR-RSČ Následně se stal členem klubu Hnutí za samosprávnou demokracii - Společnost pro Moravu a Slezsko, který se sice jménem hlásil k stejnojmenné parlamentní straně, ale fakticky vystupoval proti její současné orientaci a dominantní silou v něm byla Moravská národní strana. Od května 1994 po zbytek volebního období působil jako člen poslaneckého klubu politické strany Levý blok a člen této reformně postkomunistické strany. Za Levý blok neúspěšně kandidoval do sněmovny v roce 1996.